# Оганезов, Альберт Эдуардович
Альберт Эдуардович Оганезов (1949—2002) — советский гандболист.

## Карьера
Родился 10 февраля 1949 года. Спортсмен (гандбол) линейный.
Выступал за МАИ (Москва), ЦСКА (Москва)
Выступал за сборную СССР.
Участник Олимпийских игр (1972).
Чемпион СССР (1968,1970,1971,1972,1974,1975,1976,1980).
Победитель Кубка европейских чемпионов (1973).
Победитель V и VI Спартакиад народов СССР
Участник Чемпионата мира (1974).
Чемпион мира среди студентов (1971).
Скончался 29 декабря 2002 года. Похоронен на 1-м участке Качаловского кладбища в Москве.